# Dendropsophus meridianus
Dendropsophus meridianus é uma espécie de anura da família Hylidae.
É endémica do Brasil.
Está ameaçada por perda de habitat.